# کوشورووو
کوشورووو (به لهستانی:  Kosiorowo) یک روستا در لهستان است که در گمینا شویرچه واقع شده‌است.